# رزاق ادوتی
رزاق ادوتی (انگلیسی: Razaaq Adoti؛ زادهٔ ۲۷ ژوئن ۱۹۷۳) هنرپیشه و تهیه‌کننده فیلم اهل بریتانیا است.
از فیلم‌هایی که وی در آن نقش داشته‌است، می‌توان به رزیدنت ایول: قصاص، رزیدنت ایول: آخرالزمان، سقوط شاهین سیاه، آمیستاد، رستاخیز، بری ماندی، دومین فرمانده، پناهگاه و یگان سرسخت اشاره کرد.

## اوایل زندگی
آدوتی در فورست گیت، لندن با تبار نیجریه‌ای (بریتانیایی نیجریه‌ای) به دنیا آمد. او اولین نقش حرفه‌ای خود را در برنامه تلویزیونی بریتانیا، باند مطبوعاتی، در نقش یک افسر پلیس دریافت کرد. پس از یک فصل حضور در تئاتر ملی جوانان برنده جایزه در جشنواره ادینبرو فرینج با ازوپ، اپرای جدید و بازی در نقش ناتان دیترویت در فیلم بچه‌ها و عروسک‌ها، آدوتی در مدرسه مرکزی سلطنتی گفتار و نمایش پذیرفته شد. سه سال تحصیل کرد و مدرک خود را در رشته بازیگری دریافت کرد.